# Black Pearls
Black Pearls från 1964 är ett jazzalbum med John Coltrane. Materialet kommer från en session i Rudy Van Gelder Studios i Hackensack, New Jersey 1958. När Coltranes berömmelse ökade under 1960-talet, långt efter det han hade slutat spela in för Prestige, använde bolaget outgivna inspelningar till nya album utan Coltranes medverkan eller godkännande.

## Låtlista
1. Black Pearls (John Coltrane) – 13:12
2. Lover Come Back to Me (Sigmund Romberg/Oscar Hammerstein) – 7:29
3. Sweet Sapphire Blues (Robert Weinstock) – 18:14

## Musiker
- John Coltrane – tenorsaxofon
- Donald Byrd – trumpet
- Red Garland – piano
- Paul Chambers – bas
- Art Taylor – trummor